# Pseudophegopteris bukoensis
Pseudophegopteris bukoensis är en kärrbräkenväxtart som först beskrevs av Tag., och fick sitt nu gällande namn av Holtt. Pseudophegopteris bukoensis ingår i släktet Pseudophegopteris och familjen Thelypteridaceae. Inga underarter finns listade.